# Chiesa della Trinità nei Campi
La Chiesa della Trinità vivificante nei Campi (o "ciò che è nei Campi Vecchi") era una chiesa ortodossa situata a Mosca, nel quartiere di Kitaj-gorod, in via Nikolsky Tupik 6.
L'altare maggiore della chiesa era dedicato alla Trinità vivificante, le cappelle laterali all'icona georgiana della Madre di Dio e a San Sergio di Radonež.
Quasi tutta la via Nikolskaya faceva parte della parrocchia della Chiesa della Trinità. Le fu assegnata la Chiesa della Dormizione della Beata Vergine Maria nel complesso Chizhevsky, i cui servizi si tenevano il venerdì d'estate, a partire dalla settimana pasquale.
Venne demolita nel 1934, durante i lavori di rifacimento delle strade di Kitaj-gorod.

## Storia

### Il nome
Il nome "nei Campi" fu dato al tempio nel XV e nel XVI secolo, quando qui si svolgevano i duelli giudiziari in tre aree appositamente designate chiamate "campi".

### Costruzione
La vecchia chiesa della Trinità fu menzionata per la prima volta nel 1493 nella Cronaca della Resurrezione.
(Cronaca della Resurrezione)
Nel 1565 fu costruita una chiesa in pietra. Nonostante le successive ricostruzioni, le volte a crociera originali sono state conservate integre. La facciata era completata da un trifoglio. Secondo lo storico dell'architettura A. L. Batalov: "la Chiesa della Trinità dovrebbe essere considerata una delle ultime chiese con una finitura a trifoglio".
Nel 1639, accanto alla chiesa in pietra della Trinità con le cappelle di San Nicola Taumaturgo e di San Boris e Gleb, costruita dal boiardo M. M. Saltykov (cugino dello zar Michele I), il boiardo I. A. Vorotynsky (cugino dello zar Alessio Michajlovič) costruì una chiesa di legno in onore di Sergio di Radonež.
Nel 1719, con i fondi di T. N. Streshnev, al posto della chiesa di legno di San Sergio fu costruita una chiesa in pietra.
Nel 1756, al posto della cappella Nikolsky, smantellata e fatiscente, P. B. Sheremetev costruì, accanto al refettorio, una chiesa dedicata all'icona georgiana della Madre di Dio.
Nel 1812 la chiesa della Trinità venne saccheggiata, ma già a dicembre venne consacrata la cappella laterale di Sergio. Il tempio principale venne consacrato nel 1814-1815.
La ricostruzione della chiesa venne realizzata dall'architetto provinciale di Mosca D. F. Borisov.
Il 23 ottobre 1827 venne consacrata la cappella di San Sergio e nel gennaio 1829 quella di San Nicola Taumaturgo.
Nel periodo 1831-1834, il quadrilatero della vecchia chiesa venne notevolmente ricostruito e sormontato da una cupola emisferica, mentre le facciate settentrionale e meridionale ricevettero portici a quattro colonne di ordine dorico; Sul lato ovest furono costruiti un refettorio e un campanile a due piani. La chiesa fu consacrata il 9 settembre 1834.
Nel 1838, sul sito dell'altare della chiesa smantellata di San Sergio, fu eretta una colonna di mattoni a forma di cappella.
Nel 1856, al posto della cappella di San Nicola, venne costruita la cappella della Madre di Dio georgiana e abolita la cappella di Boris e Gleb.
Nel 1874 la chiesa venne ristrutturata. Sul sito della chiesa di San Sergio fu costruita una cappella.

### Era sovietica
La Chiesa della Trinità venne demolita per ordine delle autorità sovietiche nel 1934 così rapidamente che non fu possibile condurre uno studio dettagliato del monumento architettonico. Durante la ricerca sono stati scoperti dettagli delle facciate della chiesa originale: una sommità a trifoglio e dei kokoshnik alla base del tamburo.
I lavori svolti sulla collina nei pressi della chiesa della Trinità dei Campi hanno portato alla luce un numero significativo di sepolture, probabilmente appartenenti al cimitero di questa chiesa. Sono state rinvenute diverse lapidi risalenti alla prima metà del XVI secolo. Tre lastre segnano i luoghi di sepoltura del “popolo” dei principi Vorotynsky, la cui corte si trovava nelle immediate vicinanze di questo luogo. Tutte e tre le lapidi sono enormi lastre di calcare estremamente massicce, lunghe in media circa 2,5 m, larghe 80 cm nella parte superiore e spesse 20-30 cm; il peso di una di esse supera la tonnellata. In totale sono state prelevate 8 lastre (intere e frammenti) dalla muratura della cinta muraria e dal cimitero.
Al suo posto venne realizzato un parco, sul sito del refettorio fu eretto un monumento al primo tipografo Ivan Fedorov e nelle vicinanze apparve una libreria.

## Oggi
Nel 1989 venne sollevata la questione del restauro della Chiesa della Trinità come monumento alle vittime della repressione sovietica.
Nei primi anni del 2000, durante la costruzione di uno spazio commerciale e di un parcheggio sotterraneo, le fondamenta della Chiesa della Trinità nei campi furono scoperte dagli archeologi e trasformate in un museo. Sono state esaminate 258 sepolture dell'antico cimitero, frammenti di diverse lapidi del XVI e del XVII secolo, tra cui una lapide un tempo parte della tomba della principessa Nastasya Lvovna Vorotynskaya (m. 1698), moglie di I. A. Vorotynsky.

### Letteratura
- Palamarchuk P.G., Quaranta quaranta. Mosca all'interno dell'Anello dei Giardini: Kitaj-gorod, Bely Gorod, Zemlyanoj Gorod, Zamoskvorechye. Scritto nel 1994. — Pagine 71-72. — ISBN 5-7119-0013-7 (vol. 2); Pagine 58-60. Codice ISBN 5-212-00500-0
- Naidenov N.A. Mosca. Cattedrali, monasteri e chiese. Parte I: Il Cremlino e Kitai-gorod. — Scritto nel 1883. — nº 22
- Indice delle chiese e delle cappelle di Kitai-gorod — M.: Stampa Russa, 1916. — P. 8.
- Vedute di alcune aree urbane, templi, edifici e altre strutture degne di nota. Scritto nel 1884.
- Kozlov V. La tragedia di Kitai-gorod // Rivista di Mosca. — 1992. — nº 3, pagina 30.
- Veksler A. G., Pirogov V. Yu. Trinità a Starye Polya // Scienza e vita. — 2013 — nº 7, pagine 72—80. — ISSN 0028-1263.